# William Curtis
William Curtis (Alton (Hampshire), 11 de janeiro de 1746 – Brampton, 7 de julho de 1799) foi um botânico britânico.